# Pacifikationen i Gent
Pacifikationen i Gent slöts den 8 november 1576 i Gent mellan grevskapet Holland och grevskapet Zeeland å ena sidan samt de övriga provinserna i Spanska och Österrikiska Nederländerna å den andra.
Avtalet slöts efter förhandlingar mellan nio representanter på vardera sidan. Bestämmelserna gick ut på gemensam krigföring mot de spanska trupperna, och inte genom formellt krig mot Filip II av Spanien. Katolikerna i Nederländerna accepterade den kalvinistiska reformationen i de norra provinserna.